# 大乗院 (鹿児島市)
大乗院（だいじょういん）はかつて鹿児島市稲荷町に存在していた真言宗の寺。山号は経圍山、寺号は宝成就寺。

## 沿革
島津久豊の時代、応永25年（1418年）に良範が伊集院に荘厳寺を建立したのに始まるとされる。島津貴久の時代、天文年間（1532年 - 1555年）に鹿児島松峯山南麓に移し、荘厳寺7世俊盛を開山とした。
弘治2年（1556年）、さらに経圍山下に移された。ここには守護大名島津氏が本拠としていた清水城が存在していたが、この城が手狭になり内城に移った後に建てられた。この頃、長寿院盛淳が本院で出家をしている。
本尊の千手観音は島津亀寿（島津家久夫人）の寄付とされる。島津氏の祈願所として、坊津の一乗院・大乗院の東に隣接する大興寺とともに、本藩真言宗の三本山と称され寺領870石、支院10坊を有する大寺院であった。
しかし1869年（明治2年）の廃仏毀釈の時、それが災いして最初に破壊された寺となった。現在跡地は鹿児島市立清水中学校となり、11世貫首・覚山の墓と門前の大乗院橋という石造橋のみが残されている。大乗院橋は天保13年に肥後国の石工・岩永三五郎が作ったという屈指の名橋であったが、1988年（昭和63年）7月の水害により流された。1990年3月にコンクリート橋として架け替えられた。
他に残されている遺品としては、鹿児島県歴史資料センター黎明館に島津義久が奉納したという「釈迦八相図」が、坊津歴史資料センター輝津館（南さつま市坊津町坊）にこの大乗院の物であったという板戸がある。また、鹿児島市立美術館構内にあり「じめさあ」と呼ばれる石像は、もともと大乗院境内にあった「白地蔵」であったという。「白地蔵」には祈願を行う人々が白粉を塗る習慣があったが、廃仏毀釈などの中で行方不明となった。「じめさあ」は1929年（昭和4年）に当時の鹿児島市役所敷地（現在の鹿児島市立美術館）で発見されたものである。
廃寺となった大乗院は、その後、1879-80年（明治12-13年）に、草屋大仙によって鹿児島市長田町に最大乗院として再興された。